# Суидс-Форест (тауншип, Миннесота)
Суидс-Форест (англ. Swedes Forest) — тауншип в округе Редвуд, Миннесота, США. На 2000 год его население составило 121 человек.

## География
По данным Бюро переписи населения США площадь тауншипа составляет 50,7 км², из которых 50,3 км² занимает суша, а 0,4 км² — вода (0,72 %).

## Демография
По данным переписи населения 2000 года здесь находились 121 человек, 49 домохозяйств и 34 семьи. Плотность населения —  2,4 чел./км². На территории тауншипа расположено 62 постройки со средней плотностью 1,2 построек на один квадратный километр. Расовый состав населения: 100,00 % белых.
Из 49 домохозяйств в 30,6 % воспитывались дети до 18 лет, в 65,3 % проживали супружеские пары, в 4,1 % проживали незамужние женщины и в 28,6 % домохозяйств проживали несемейные люди. 28,6 % домохозяйств состояли из одного человека, при том 10,2 % из — одиноких пожилых людей старше 65 лет. Средний размер домохозяйства — 2,47, а семьи — 3,00 человека.
27,3 % населения — младше 18 лет, 1,7 % — в возрасте от 18 до 24 лет, 33,1 % — от 25 до 44, 27,3 % — от 45 до 64, и 10,7 % — старше 65 лет. Средний возраст — 39 лет. На каждые 100 женщин приходилось 120,0 мужчин. На каждые 100 женщин старше 18 приходилось 114,6 мужчин.
Средний годовой доход домохозяйства составлял 44 167 долларов, а средний годовой доход семьи —  51 667 долларов. Средний доход мужчин —  26 667  долларов, в то время как у женщин — 30 000. Доход на душу населения составил 18 718 долларов. За чертой бедности не находилась ни одна семья и 1,9 % всего населения тауншипа, из которых 13,3 % старше 65 лет.